# Heinz-Josef Thissen
Heinz-Josef Thissen (* 13. März 1940 in Neuss; † 25. Juli 2014 in Erftstadt) war ein deutscher Ägyptologe.

## Leben
Nach der Promotion zum Dr. phil. in Köln 1965 und Habilitation ebenda 1985 wurde er 1990 Professor in Marburg und in Köln 1992. Er war seit 1994 korrespondierendes Mitglied der Akademie der Wissenschaften und der Literatur und korrespondierendes Mitglied des Deutschen Archäologischen Instituts.

## Schriften (Auswahl)
- Studien zum Raphiadekret (= Beiträge zur klassischen Philologie. Band 23). Hain, Meisenheim am Glan 1968, OCLC 602647001 (zugleich Dissertation, Köln 1965).
- als Herausgeber mit Karl-Theodor Zauzich: Grammata demotika. Festschrift für Erich Lüddeckens zum 15. Juni 1983. G. Zauzich, Würzburg 1984, ISBN 3-924151-01-6.
- als Herausgeber: Die Lehre des Anchscheschonqi (P. BM 10508) (= Papyrologische Texte und Abhandlungen. Band 32). Habelt, Bonn 1984, ISBN 3-7749-2100-8.
- als Herausgeber mit Robert W. Daniel und Michael Gronewald: Griechische und demotische Papyri der Universitätsbibliothek Freiburg (= Mitteilungen aus der Freiburger Papyrussammlung . Band 4) (= Papyrologische Texte und Abhandlungen. Band 38). Habelt, Bonn 1986, ISBN 3-7749-2275-6.
- Die demotischen Graffiti von Medinet Habu. Zeugnisse zu Tempel und Kult im ptolemäischen Ägypten (= Demotische Studien. Band 10). Zauzich, Sommerhausen 1989, ISBN 3-924151-03-2 (zugleich Habilitationsschrift, Köln 1985).
- als Herausgeber: Der verkommene Harfenspieler. Eine altägyptische Invektive (P. Wien KM 3877) (= Demotische Studien. Band 11). Zauzich, Sommerhausen 1992, ISBN 3-924151-04-0.
- Vom Bild zum Buchstaben – vom Buchstaben zum Bild. Von der Arbeit an Horapollons Hieroglyphika (= Akademie der Wissenschaften und der Literatur Mainz. Abhandlungen der Geistes- und Sozialwissenschaftlichen Klasse. Jahrgang 1998, Nummer 3). Steiner, Stuttgart 1998, ISBN 3-515-07316-7.
- als Herausgeber: Des Niloten Horapollon Hieroglyphenbuch. Band 1. Text und Übersetzung (= Archiv für Papyrusforschung und verwandte Gebiete. Beiheft 6). Saur,  München/Leipzig 2001, ISBN 3-598-77539-3.
- mit Günter Burkard: Einführung in die altägyptische Literaturgeschichte. Teil 2. Neues Reich (= Einführungen und Quellentexte zur Ägyptologie. Band 2). 2. Auflage, Lit, Berlin/Münster 2009, ISBN 978-3-8258-0987-4.
- mit Günter Burkard: Einführung in die altägyptische Literaturgeschichte. Teil 1. Altes und mittleres Reich (= Einführungen und Quellentexte zur Ägyptologie. Band 1). 4. Auflage, Lit, Berlin/Münster 2012, ISBN 978-3-8258-6132-2.
- als Herausgeber mit Hartwig Altenmüller und Yahia el-Masry: Das Synodaldekret von Alexandria aus dem Jahre 243 v. Chr. (= Studien zur altägyptischen Kultur. Beiheft 11). Buske, Hamburg 2012, ISBN 978-3-87548-622-3.